# Dinamični stohastični modeli splošnega ravnotežja
Dinamični stohastični model splošnega ravnotežja (angleško Dynamic Stochastic General Equilibrium Model, kratica DSGE) je makroekonomska metoda, ki jo pogosto uporabljata monetarna in fiskalna oblast za analizo politik, pojasnjevanje zgodovinskih časovnih serij podatkov in napovedovanje prihodnosti. Ekonometrično modeliranje DSGE aplicira teorijo splošnega ravnotežja in mikroekonomska načela na vodljiv način z namenom opredeljevanja ekonomskih pojavov, kot so gospodarska rast, poslovni cikli, učinki gospodarskih politik in tržni šoki.
V praksi se izraz "DSGE modeli" pogosto uporablja za modele realnih poslovnih ciklov (RBC modeli), ekonometrične kvantitativne modele poslovnih ciklov ali gospodarske rasti. RBC modele, kot predhodnike DSGE modelov, je prvi opisal Plossner, medtem ko so DSGE modele prvi predlagali Kydland in Prescott ter Long in Plossner.
DSGE modeli skozi svoje koherentno kombiniranje mikroekonomskih osnov in optimizirajočega vedenja racionalnih agentov predstavljajo prevladujoče orodje makroekonomske analize. DSGE modeli so večplastni, kar omogoča celovito analizo makroekonomskih učinkov in njihovih lastnosti, kar je razvidno iz njihovega imena:
- Dinamični: učinki trenutnih izbir na prihodnjo negotovost delajo model dinamični in določajo določen pomen pričakovanjem agentov pri oblikovanju makroekonomskih izidov,
- Stohastični: modeli upoštevajo prenos naključnih šokov v ekonomijo in posledične ekonomske fluktuacije,
- Splošnega: nanašajo se na celotno ekonomijo,
- Ravnotežja: skladno z Walrasovo teorijo splošnega ravnotežja, model zajame interakcijo med ekonomsko politiko in posledičnim vedenjem agentov.[6]

## DSGE modeliranje
Dinamični stohastični modeli splošnega ravnotežja se od statičnih modelov (modeli apliciranega splošnega ravnotežja, modeli računskega splošnega ravnotežja) razlikujejo z apliciranjem dinamičnih načel.
DSGE modeli, ki jih uporabljajo vlade in centralne banke za analizo politike, so razmeroma preprosti. Njihova struktura je zgrajena okrog treh medsebojno povezanih delov, ki vsebujejo enačbe ponudbe, povpraševanja in denarne politike. Ti tri deli so formalno opredeljeni z mikroekonomskimi osnovami in vsebujejo eksplicitne predpostavke o vedenju glavnih ekonomskih agentov v ekonomiji, tj. gospodinjstev, podjetij in vlade. Opredeljene morajo biti preference (cilji) agentov v ekonomiji. Za gospodinjstva lahko na primer predpostavimo, da maksimirajo koristnostno funkcijo, ki je odvisna od potrošnje in dela. Za podjetja lahko po drugi strani predpostavimo, da maksimirajo dobičke in da imajo produkcijsko funkcijo, ki opredeljuje proizvedeno količino dobrin, v odvisnosti od količine dela, kapitala in drugih vloženih proizvodnih dejavnikov (inputov). Na odločanje podjetja vplivajo tehnološke omejitve, kot so stroški prilagajanja zaloge kapitala, zaposlitveni odnosi ali cene njihovih produktov.
Primer zbirke predpostavk, nas podlagi katere je zgrajen DSGE model:
- Popolna konkurenca na vseh trgih
- Vse ene se prilagodijo takoj
- Racionalna pričakovanja
- Ni asimetričnih informacij
- Konkurenčno ravnotežje je Pareto učinkovito
- Podjetja so identična in prevzemajo ceno
- Gospodinjstva prevzemajo ceno in živijo neskončno dolgo

### Navedki
1. ↑  Vitek, F. (2017). Policy, Risk and Spillover Analysis in the World Economy: A Panel Dynamic Stochastic General Equilibrium Approach. United States: INTERNATIONAL MONETARY FUND.
2. ↑  Christiano (2018)
3. ↑  Plosser (2012)
4. ↑  Kydland & Prescott (1982)
5. ↑  Long & Plosser (1983)
6. ↑  Kocherlakota (2010)
7. ↑  Sbordone et al (2010)
8. ↑  BBLM del Dipartimento del Tesoro, Microfoundations of DSGE Models: I Lecture, 7 June 2010

## Programska oprema
- DYNARE, brezplačna programska oprema za reševanje in ocenjevanje ekonomskih modelov, vključno z DSGE modeli